# Algrundet, ö i Överby, Sastmola
Algrundet (finska: Alakrunni) är en ö i Finland. Den ligger i Bottenhavet och i kommunen Sastmola i den ekonomiska regionen  Björneborg i landskapet Satakunta, i den västra delen av landet. Ön ligger omkring 50 kilometer norr om Björneborg och omkring 270 kilometer nordväst om Helsingfors. På finska används också lokalt namnet Leppäkari som är en direkt översättning av det ursprungliga svenska namnet.
Öns area är 11,2 hektar och dess största längd är 0,6 kilometer i sydöst-nordvästlig riktning.